# Oöliet

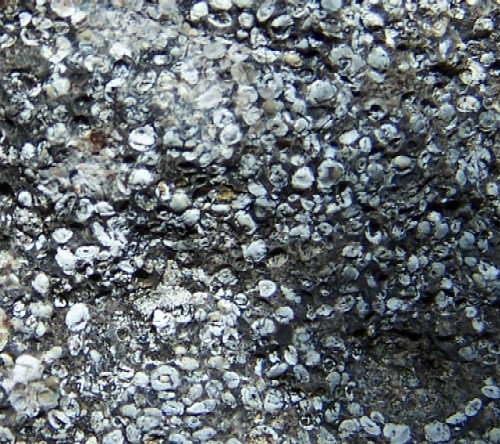
Oolitisch gesteente uit de Permische Phosphoria Formation, Montana. De (uit fosfaten opgebouwde) oöïden op de foto zijn ongeveer 1 mm groot.

Oöliet (Oudgrieks: ᾠόν, ōón = ei, λίθος, lithos = steen, gesteente) is een klastisch sedimentair gesteente dat gevormd wordt door oöïden, afgeronde, uit concentrische lagen kalk of klei opgebouwde korrels. In de regel zijn de oöïden tussen een paar millimeter en enkele centimeters groot.

## Opbouw
Meestal zijn de oöïden opgebouwd uit kalk (calciet of aragoniet), maar ze kunnen ook uit fosfaat, kiezelzuur, dolomiet of ijzerhoudende mineralen als hematiet bestaan. In het geval van dolomiet of kiezelzuur kunnen de oöïden zijn ontstaan door chemische verwering van kalksteen, waarbij de originele textuur van het gesteente verloren gaat.

## Ontstaan
Oöïden worden gevormd in warm, met kalk verzadigd water waarin een sterke golfbeweging voorkomt, zoals in of vlak onder de branding. De oöïde begint meestal te groeien rond een zogenaamde nucleus; kleine zandkorrels of schelpfragmenten, maar ook volledig uit kalkslib bestaande oöïden komen voor. Door de golven rollen deze kleine deeltjes heen en weer en functioneren tegelijkertijd als kristallisatiekernen voor neerslaande mineralen. De korrels groeien door middel van concentrische schillen van kalk. Als een oöïde te zwaar geworden is, kan deze langzaam wegrollen naar dieper water, waar het bezinkt. Op die manier wordt op de plek waar de zeebodem een diepte bereikt waar geen golfwerking meer plaatsvindt een laag oöïden afgezet. Oöliet ontstaat door het begraven van deze sedimentlaag of door cementatie die soms al binnen enkele tientallen jaren kan plaatsvinden.

## Vindplaatsen
Oölieten zijn geen zeldzame gesteenten en komen in veel gebieden voor. In Engeland komen Jurassische oölitische kalkstenen voor in de Cotswold Hills, op het Isle of Portland, en in de North York Moors. Een bepaald type oöliet, de zogenaamde Bath Stone, geeft de huizen in de werelderfgoedstad Bath hun typische uiterlijk.
In Indiana in de Verenigde Staten is het plaatsje Oolitic genoemd naar oöliet, het is een belangrijke vindplaats van oöliet, die wordt gewonnen als bouwmateriaal. Oöliet is onder andere gebruikt bij de bouw van het Pentagon en het Empire State Building.
Oöliet komen onder andere ook voor in het Jura van de Zuidelijke Pyreneeën in Spanje, en in de Zuid-Duitse Hauptrogenstein formatie. Rogenstein is in het Duits een synoniem voor oöliet.
Oölieten met hematietoöïden komen bijvoorbeeld voor bij Birmingham in Alabama (Verenigde Staten).